# Жирные кислоты
Жирные кислоты — алифатические одноосновные карбоновые кислоты с открытой цепью, содержащиеся в этерифицированной форме в жирах, маслах и восках растительного и животного происхождения. Жирные кислоты, как правило, содержат неразветвлённую цепь из чётного числа атомов углерода (от 4 до 28, включая карбоксильный) и могут быть как насыщенными, так и ненасыщенными.
В более широком смысле этот термин иногда используется, чтобы охватить все ациклические алифатические карбоновые кислоты, а иногда этим термином охватывают и карбоновые кислоты с различными циклическими радикалами.

## Общие сведения
По характеру связи атомов углерода в цепочке жирные кислоты делятся на насыщенные и ненасыщенные. Насыщенные (предельные) содержат только одинарные связи между атомами углерода. Мононенасыщенные (моноеновые) содержат двойную или, что бывает редко, тройную связь. Полиненасыщенные (полиеновые) жирные кислоты имеют две и более двойные или тройные связи. Двойные связи в природных полиненасыщенных жирных кислотах — изолированные (несопряженные). Как правило, связи имеют цис-конфигурацию, что придает таким молекулам дополнительную жесткость.
Жирные кислоты различаются по количеству углеродных атомов в цепи, а также, в случае ненасыщенных кислот, по положению, конфигурации и количеству двойных и тройных связей.
Жирные кислоты можно условно поделить на низшие (до семи атомов углерода), средние (восемь — двенадцать атомов углерода) и высшие (более двенадцати атомов углерода). Карбоновые кислоты могут содержать циклические группы: циклопропановые, циклопропеновые, циклопентиловые, циклопентениловые, циклогексиловые, циклогексениловые, фурановые, иногда их относят тоже к жирным кислотам.
Ациклические карбоновые кислоты, начиная с масляной кислоты, считаются жирными. Жирные кислоты, полученные непосредственно из животных жиров, имеют в основном восемь и больше атомов углерода (каприловая кислота). Число атомов углерода в натуральных жирных кислотах в основном чётное, что обусловлено их биосинтезом с участием Ацетил-КоА.
Большая группа жирных кислот (более 400 различных структур, хотя только 10—12 распространены) находятся в растительных маслах семян. Наблюдается высокое процентное содержание редких жирных кислот в семенах определённых семейств растений. В растительных восках также наблюдается содержание различных жирных кислот, в том числе высших: в карнаубском воске из листьев бразильской пальмы карнауба (Copernicia cerifera) и в оурикорийском воске из листьев бразильской пальмы оурикури (Syagrus coronata) содержатся в основном чётные кислоты, имеющие 14—34 атома углерода, канделильский воск из кустарника канделилла (Euphorbia cerifera) из пустыни Чиуауа содержит в основном чётные кислоты, имеющие 10—34 атома углерода, сахарно-тростниковый воск из Saccharum officinarum содержит кислоты, имеющие 12 и 14—36 атомов углерода, пчелиный воск содержит кислоты, имеющие 12, 14 и 16—36 атомов углерода.
Под незаменимыми понимаются те жирные кислоты, которые не могут быть синтезированы в организме. Для человека незаменимыми являются кислоты, содержащие по крайней мере одну двойную связь на расстоянии более девяти атомов углерода от карбоксильной группы.

## Биохимия

### Расщепление
Жирные кислоты в виде триглицеридов накапливаются в жировых тканях. При потребности под действием веществ, таких как адреналин, норадреналин, глюкагон и адренокортикотропин запускается процесс липолиза. Освобождённые жирные кислоты выделяются в кровоток, по которому попадают к нуждающимся в энергии клеткам, где сперва при участии АТФ происходит связывание (активация) с коферментом A (КоА). При этом АТФ гидролизуется до АМФ с освобождением двух молекул неорганического фосфата (Pi):
R-COOH + КоА-SH + АТФ → R-CO-S-КоА + 2Pi + H+ + АМФ

### Синтез
В растительном и животном организме жирные кислоты образуются как продукты углеводного и жирового обмена. Синтез жирных кислот осуществляется в противоположность расщеплению в цитозоле, у растений — в пластидах. Реакции, катализируемые синтазами жирных кислот, сходны у всех живых организмов, однако у животных, грибов и некоторых бактерий ферменты работают в составе единого мультиэнзимного комплекса (FAS I), тогда как у остальных бактерий и растений система состоит из отдельных монофункциональных ферментов (FAS II).

## Циркуляция

### Пищеварение и всасывание
У млекопитающих животных (лат. Mammalia) коротко- и среднецепочечные жирные кислоты всасываются напрямую в кровь через капилляры кишечного тракта и проходят через воротную вену, как и другие питательные вещества. Длинноцепочечные (с количеством атомов углерода от 16 и выше) поглощаются клетками стенок ворсинок (лат. villi intestinales) в тонкой кишке (сегмент кишечника) и заново превращаются в триглицериды. Триглицериды покрываются холестерином и белками с образованием хиломикрона.
Внутри ворсинки хиломикрон попадает в лимфатические сосуды, так называемый млечный капилляр, где поглощается большими лимфатическими сосудами. Он транспортируется по лимфатической системе вплоть до места, близкого к сердцу, где кровеносные артерии и вены наибольшие. Грудной проток освобождает хиломикрон в центральный венозный кровоток. Таким образом триглицериды транспортируются в места, где в них нуждаются.

### Виды существования в организме
Жирные кислоты существуют в различных формах на различных стадиях циркуляции в крови. Они поглощаются в кишечнике, образуя хиломикроны, но в то же время они существуют в виде липопротеинов очень низкой плотности или липопротеинов низкой плотности после превращений в печени.
При выделении из адипоцитов жирные кислоты поступают в свободном виде в кровь.

## Кислотность
Кислоты с коротким углеводородным хвостом, такие как муравьиная и уксусная кислоты, полностью смешиваются с водой и диссоциируют с образованием достаточно кислых растворов (pKa 3.77 и 4.76, соответственно). Жирные кислоты с более длинным хвостом незначительно отличаются по кислотности. Например, нонановая кислота имеет pKa 4.96. Однако с увеличением длины хвоста растворимость жирных кислот в воде уменьшается очень быстро, в результате чего эти кислоты мало изменяют pH раствора. Значение величин pKa для данных кислот приобретает значение лишь в реакциях, в которые эти кислоты способны вступить.
Кислоты, нерастворимые в воде, могут быть растворены в тёплом этаноле, и оттитрованы раствором гидроксида натрия, используя фенолфталеин, в качестве индикатора до бледно-розового цвета. Такой анализ позволяет определить содержание жирных кислот в порции триглицеридов после гидролиза.

## Реакции жирных кислот
Жирные кислоты реагируют так же, как и другие карбоновые кислоты, что подразумевает этерификацию и кислотные реакции. Восстановление жирных кислот приводит к жирным спиртам. Ненасыщенные жирные кислоты также могут вступать в реакции присоединения; наиболее характерно гидрирование, которое используется для превращения растительных жиров в маргарин. В результате частичного гидрирования ненасыщенных жирных кислот цис-изомеры, характерные для природных жиров, могут перейти в транс-форму.
В реакции Варрентраппа ненасыщенные жиры могут быть расщеплены в расплавленной щёлочи. Эта реакция имеет значение для определения структуры ненасыщенных жирных кислот.

## Автоокисление и прогоркание
Жирные кислоты при комнатной температуре подвергаются автоокислению и прогорканию. При этом они разлагаются на углеводороды, кетоны, альдегиды и небольшое количество эпоксидов и спиртов. Тяжёлые металлы, содержащиеся в небольших количествах в жирах и маслах, ускоряют автоокисление. Чтобы избежать этого, жиры и масла часто обрабатываются хелатирующими агентами, такими как лимонная кислота.

## Применение
Натриевые и калиевые соли высших жирных кислот являются эффективными поверхностно-активными веществами и используются в качестве мыл.
В пищевой промышленности жирные кислоты зарегистрированы в качестве пищевой добавки E570 как стабилизатор пены, глазирователь и пеногаситель.

## Разветвлённые жирные кислоты
Разветвлённые карбоновые кислоты липидов обычно не относятся к собственно жирным кислотам, но рассматриваются как их метилированные производные. Метилированные по предпоследнему атому углерода (изо-жирные кислоты) и по третьему от конца цепи (антеизо-жирные кислоты) входят в качестве минорных компонент в состав липидов бактерий и животных.

### Монометил-разветвлённые жирные кислоты
Монометил-разветвлённые ненасыщенные жирные кислоты были обнаружены в фосфолипидах морских губок, например, в морской губке Callyspongia fallax обнаружены мононенасыщенные 2-метокси-13-метил-6-тетрадеценовая кислота
СН3-СН(СН3)-(СН2)5-СН=СН-(СН2)3-С(ОСН3)-СООН,
2-метокси-6-тетрадеценовая кислота
СН3-(СН2)6-СН=СН-(СН2)3-С(ОСН3)-СООН,
2-метокси-6-пентадеценовая кислота
СН3-(СН2)7-СН=СН-(СН2)3-С(ОСН3)-СООН
и 2-метокси-13-метил-6-тетрадеценовая кислота
СН3-СН(СН3)-(СН2)5-СН=СН-(СН2)3-С(ОСН3)-СООН,
а также полиненасыщенная 24-метил-5,9-пентакозадиеновая кислота.
СН3-СН(СН3)-(СН2)13-СН=СН-(СН2)2-СН=СН-(СН2)3-СООН.
В липидах рыбы-солнце (Mola mola) была обнаружена мононенасыщенная 7-метил-7-гексадеценовая кислота
СН3-(СН2)7-СН=С(СН3)-(СН2)5-СООН,
а 7-метил-6-гексадеценовая кислота
СН3-(СН2)8-С(СН3)=СН-(СН2)4-СООН
и 7-метил-8-гексадеценовая кислота
СН3-(СН2)6-СН=СН-СН(СН3)-(СН2)5-СООН
нашлись также в губках. Разветвлённые карбоновые кислоты также входят в состав эфирных масел некоторых растений: так, например, в эфирном масле валерианы содержится монометил-насыщенная изовалериановая кислота (3-метилбутановая кислота) СН3-CH(СН3)-СН2-СООН или .

### Мультиметил-разветвлённые жирные кислоты
Мультиметил-разветвлённые кислоты распространены главным образом в бактериях. 13,13-диметил-тетрадекановая кислота
СН3-С(СН3)2-(СН2)11-СООН
была найдена в микроорганизмах, морских водорослях, растениях и морских беспозвоночных. К этим кислотам относятся фитановая кислота (3,7,11,15-тетраметилгексадекановая кислота)
СН3-СН(СН3)-(СН2)3-СН(СН3)-(СН2)3- СН(СН3)-(СН2)3- С(СН3)-СН2-СООН
и пристановая кислота (2,6,10,14-тетраметилпентадекановая кислота)
СН3-СН(СН3)-(СН2)3-СН(СН3)-(СН2)3- СН(СН3)-(СН2)3- С(СН3)-СООН,
конечный продукт распада хлорофилла. Пристановая кислота была обнаружена во многих природных источниках, в губках, моллюсках, молочных жирах, запасных липидах животных и в нефти. Это соединение является продуктом α-окисления фитановой кислоты.

### Метокси-разветвлённые жирные кислоты
В фосфолипидах губки Amphimedon complanata были обнаружены метокси-разветвлённые насыщенные жирные кислоты: 2-метокси-13-метилтетрадекановая кислота
СН3-СН(СН3)-(СН2)10-С(ОСН3)-СООН,
2-метокси-14-метилпентадекановая кислота
СН3-СН(СН3)-(СН2)11-С(ОСН3)-СООН
и 2-метокси-13-метилпентадекановая кислота.
СН3-СН2-СН(СН3)-(СН2)10-С(ОСН3)-СООН.

### Миколовые насыщенные жирные кислоты
Особую группу жирных кислот с разветвлённой структурой составляют насыщенные или мононенасыщенные кислоты (более 500 соединений), содержащиеся в оболочках некоторых бактерий. Эти бактерии широко распространены в природе: они встречаются в почве, воде, в организме теплокровных и холоднокровных животных. Среди этих бактерий есть сапрофитные, условно-патогенные (потенциально патогенные) и патогенные виды. Кислоты синтезируемые этими бактериями различных групп и называются миколовыми кислотами. Миколовые кислоты — это разветвлённые 3-гидроксикислоты общего вида R1-СН(ОН)-CH(R2)-СООН, где R1 — может быть гидроксильной, метоксильной, кето или карбоксильной группой, такие кислоты называются дигидроксимиколовые, метоксимиколовые, кетомиколовые, карбоксимиколовые, соответственно, а также эпоксимиколовые, если в кислоте есть эпоксильное кольцо; R2 — алкильная боковая цепь длиной до С24. Примерами простых насыщенных миколовых кислот могут служить 3-гидрокси-2-этил-гексановая кислота
СН3-(СН2)2-СН(ОН)-СН(С2Н 5)-СООН,
3-гидрокси-2-бутил-октановая кислота,
3-гидрокси-2-гексил-декановая кислота
СН3-(СН2)6-СН(ОН)-СН(С6Н 13)-СООН,
3-гидрокси-2-гептил-ундекановая кислота
СН3-(СН2)7-СН(ОН)-СН(С7Н 15)-СООН,
3-гидрокси-2-тетрадецил-октадекановая кислота ,
СН3-(СН2)14-СН(ОН)-СН(С14Н 29)-СООН,
3-гидрокси-2-гексадецил-эйкозановая кислота
СН3-(СН2)16-СН(ОН)-СН(С16Н 31)-СООН.
В миколовых кислотах бактерий порядка Актиномицеты, например у коринебактерий рода Corynebacterium (возбудителей дифтерии) 32-36 атомов углерода, у нокардий рода Nocardia (возбудителей нокардиоза) — 48-58, а у микобактерий рода Mycobacterium (возбудителей туберкулёзов человека и животных) - 78-95. Миколовые кислоты являются главным компонентом защитной оболочки бактерий (Mycobacterium tuberculosis), которые вызывают туберкулёз человека. Именно присутствие миколовых кислот в оболочке клетки бактерии определяют химическую инертность (в.т.ч. спирто-, щелоче- и кислотоустойчивость), стабильность, механическую прочность, гидрофобность и низкую проницаемость клеточной стенки для лекарств.

## Циклосодержащие жирные кислоты
Природные жирные кислоты могут содержать циклические элементы. Это могут быть циклопропановые и циклопропеновые кольца, циклопентиловые и циклопентениловые кольца, циклогексиловые и циклогексеновые кольца, а также фурановые кольца. При этом кислоты могут быть как насыщенными, так и ненасыщенными.

### Циклопропановые насыщенные жирные кислоты
Некоторые жирные кислоты содержат в составе цепи кольцо циклопропана (такие кислоты находят в липидах бактерий) или циклопропеновое кольцо (в растительных маслах).
Среди насыщенных циклопропановых кислот первой была выделена лактобацилловая, или фитомоновая (11,12-метилен-октадекановая) кислота, получившая своё тривиальное название по грамотрицательным бактериям Lactobacillus arabinosus, в которых нашёл её К. Хофманн в 1950 году.

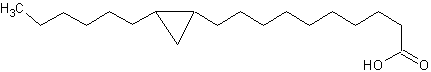
Лактобацилловая кислота

Позже изомер этой кислоты (9,10-метилен-октадекановую кислоту) нашли в семенах личи китайского (Litchi chinensis) из семейства Сапиндовые.
Другая циклопропановая жирная кислота (9,10-метилен-гексадекановая) присутствует в фосфолипидах митохондрий бычьих сердца и печени, её количество в бычьем сердце составляет около 4 % всех жирных кислот.

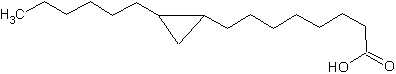
9,10-метилен-гексадекановая кислота

Кроме того, 17-метил-цис-9,10-метилен-октадекановая кислота обнаружена в паразитическом простейшем Herpetomonas megaseliae. Циклопропановые кольца встречаются также в боковых цепях некоторых миколовых кислот.

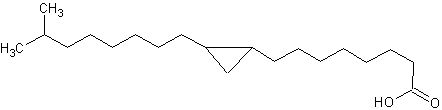
17-метил-цис-9,10-метилен-октадекановая кислота

### Циклопропановые ненасыщенные жирные кислоты
Ненасыщенные жирные кислоты с пропановым кольцом встречаются в природе чаще, чем насыщенные, они могут содержать одну, две и более двойных связей. В цианобактерии Lyngbya majuscula найдена маюскуловая (4,5 метилен-11-бром-8,10 тетрадекадиеновая) кислота, 9,10 метилен-5-гексадеценовая и 11,12-метилен-5-октадеценовая кислоты были выделены из клеточной слизи Polysphondylium pallidum из группы слизевиков.

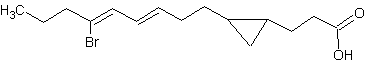
Маюскуловая кислота

Две кислоты были выделены Т. Немото (Nemoto T.) в 1997 году из австралийской губки рода Amphimedon, эти кислоты названы амфимиковыми: 10,11-метилен-5,9-октакозадиеновая и 10,11-метилен-5,9,21-октакозатриеновая кислоты.

### Циклопропеновые жирные кислоты
Циклопропеновые жирные кислоты содержатся в растительных маслах растений, принадлежащих к семействам Стеркулиевые, Гнетовые, Бомбаксовые, Мальвовые , Липовые, Сапиндовые. 9,10-метилен-9-октадеценовая кислота была обнаружена Нанном (Nunn) в 1952 году в масле стеркулии вонючей (Sterculia foetida) из семейства Мальвовые, поэтому получила тривиальное название стеркуловая.

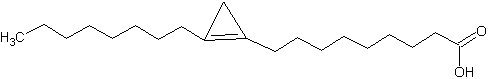
Стеркуловая кислота

Гомолог этой кислоты был открыт МакФерланом (Mac Farlane) в 1957 году в масле из семян мальвы, поэтому кислоту назвали мальвовой (8,9-метилен-8-гептадеценовой) кислотой.

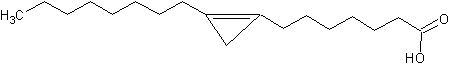
Мальвовая кислота

В процессе очистки масел, содержащих стеркуловую кислоту, последняя легко присоединяет гидроксил, превращаясь в 2-гидрокси-9,10-метилен-9-октадеценовую кислоту.

### Полициклобутановые (ладдерановые) жирные кислоты
Жирные кислоты с циклобутановыми кольцами были обнаружены в 2002 году в качестве компонентов мембранных липидов анаэробных бактерий из рода Candidatus порядка Planctomycetes, окисляющих аммоний.
Эти жирные кислоты могут содержать до пяти линейно-слитых фрагментов циклобутана как у пентациклоанаммоксовой, или 8-[5]-ладдеран-октановой кислоты. Иногда к циклобутановым кольцам добавляются одно или два кольца циклогексана.

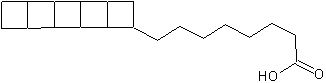
Пентациклоанаммоксовая
кислота

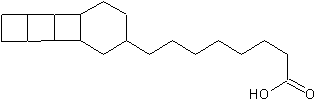
8-циклогекса-[3]-циклотетра-ладдеран-октановая кислота

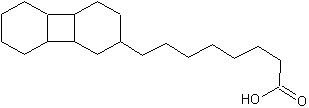
8-циклогекса-циклотетра-циклогекса-ладдеран-октановая кислота

### Циклопентиловые жирные кислоты
Простейшими циклопентиловыми кислотами являются 2-циклопентил-уксусная кислота и 3-циклопентил-пропионовая кислота.

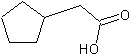
2-циклопентил-уксусная кислота

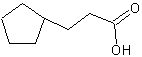
3-циклопентил-пропионовая кислота

Природные тубероновая, или (1R,2S)-2-[(Z)-5-гидрокси-2-пентинил]-3-оксоциклопентан-1-уксусная кислота, содержащаяся в картофеле и получившая своё тривиальное название по его видовому имени (Solánum tuberósum), жасминовая, или жасмоновая (1R,2R)-оксо-2-(2Z)-2-пентен-1-ил-циклопентан-уксусная) кислота, содержащаяся в жасмине,

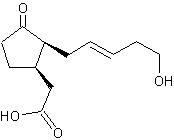
Тубероновая кислота

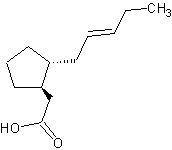
Жасмоновая кислота

а также кукурбиновая (3-гидрокси- 2-[2-пентенил]-циклопентан-1-уксусная) кислота, содержащаяся в тыкве (род Cucurbita семейства Тыквенные) и названная её родовым именем, являются ингибиторами роста растений, активно участвующими в их метаболизме.

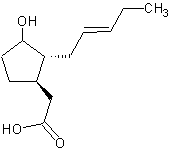
Кукурбиновая кислота

Среди сложных циклопентиловых кислот можно выделить простановую кислоту, которая является основой простагландинов — липидных физиологически активных веществ.

Простановая кислота

К рассматриваемой группе кислот относится также многочисленная группа нафтеновых кислот, содержащихся в нефти. Эти кислоты включают представляют собой одноосновные карбоновые кислоты с 5- и 6-членными моно-, би- и трициклами, как, например, 3-(3-этил-циклопентил)-пропановая кислота,

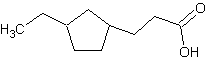
3-(3-этил-циклопентил)-пропановая кислота

Близко к нафтеновым кислотам стоят своеобразное семейство природных соединений, называемое ARN-кислотами, содержащие от 4 до 8 пентановых циклов, эти соединения создают значительные трудности при добыче и транспортировке нефти..

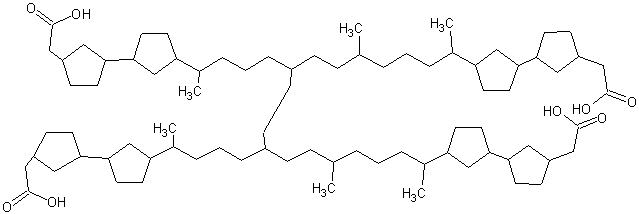
Пример ARN-нафтеневой кислоты

### Циклопентениловые жирные кислоты
Первые циклопентениловые кислоты были открыты Р. Л. Шринером (Shriner R.L.) в 1925 году в масле семян растений рода Гиднокарпус, или Чальмугра (Chaulmoogra) из семейства Ахариевые. Это были ненасыщенные хаульмугровая, или 13-[(1R)-2-циклопентен-1-ил]-тридекановая кислота и гиднокарповая, или 11-(2-циклопентен-1-ил)-ундекановая кислота, содержание которых в масле семян составляет от 9 до 75 %.

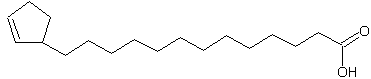
Хаульмугровая кислота

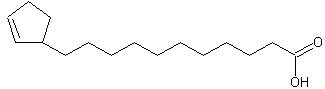
Гиднокарповая кислота

В семенах этих растений содержатся и другие жирные кислоты с цепью различной длины и двойной связью в разных положениях, например, горликовая, или 13R-(2-циклопентен-1-ил)-6Z-тридеценовая кислота, которая содержится в семенах упомянутых выше растений в количестве 1,4-25 %.

Горликовая кислота

Биосинтетический предшественник жасмоновой кислоты 12-оксо-фитодиеновая (4-оксо-5R-(2Z)-2-пентил-2-циклопентен-1S-октановая) кислота активно участвует в метаболизме растений.

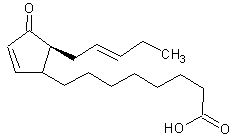
12-оксо-фитодиеновая кислота

### Кислоты с фурановыми циклами
Первоначально жирные кислоты с фурановыми циклами были найдены среди растительных липидов. Например, в гевеи бразильской была найдена 10,13-эпокси-11,12-диметил-октадека-10,12-диеновая кислота, у дерева эксокарп кипарисообразный (Exocarpus cupressiformisа) с острова Тасмания обнаружили 9,10-эпокси-10,11-диН-нанодека-9,11-диеновую кислоту. Однако позже фурановые жирные кислоты были найдены в тканях рыб и были обнаружены также в человеческой плазме и эритроцитах. По крайней мере, четырнадцать различных фурановых жирных кислот в настоящее время обнаружены в липидах рыб, но наиболее распространенной является 12,15-эпокси-13,14-диметил-эйкоза-12,14-диеновая кислота и её гомологи, меньше распространены монометиловые кислоты, такие как, например, 12,15-эпокси-13-метил-эйкоза-12,14-диеновая кислота.

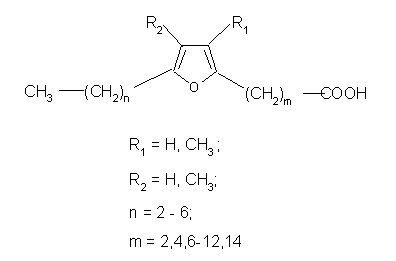
Фурановые кислоты

Из человеческой крови выделено несколько короткоцепочечных фурановых двухосновных жирных кислот, которые называются урофурановыми кислотами. Некоторые ученые предполагают, что эти кислоты являются метаболитами кислот с более длинной цепью. Когда нарушается функция почек, в организме накапливается 3-карбокси-4-метил-5-пропил-2-фуранопропановая кислота, которая является уремическим токсином.

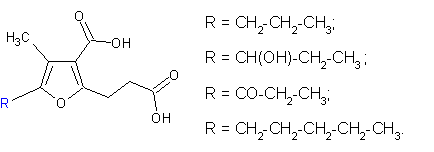
Урофурановые кислоты

## Основные жирные кислоты

### Насыщенные жирные кислоты
Общая формула: CnH2n+1COOH или CH3—(CH2)n—COOH
| Тривиальное название           | Систематическое название (IUPAC) | Брутто-формула | Рациональная полуразвернутая формула | Нахождение | Тпл, °C   | pKa  |
| ------------------------------ | -------------------------------- | -------------- | ------------------------------------ | --- | --------- | ---- |
| Пропионовая кислота            | Пропановая кислота               | C2H5COOH       | CH3(CH2)COOH                         | Нефть | −21       |      |
| Масляная кислота               | Бутановая кислота                | C3H7COOH       | CH3(CH2)2COOH                        | Сливочное масло, древесный уксус | −8        | 4,82 |
| Валериановая кислота           | Пентановая кислота               | C4H9COOH       | CH3(CH2)3COOH                        | Валериана лекарственная | −34,5     |      |
| Капроновая кислота             | Гексановая кислота               | C5H11COOH      | CH3(CH2)4COOH                        | Нефть, кокосовое масло (0,5 %) | −4        | 4,85 |
| Энантовая кислота              | Гептановая кислота               | C6H13COOH      | CH3(CH2)5COOH                        | Прогорклое сливочное масло | −7,5      |      |
| Каприловая кислота             | Октановая кислота                | C7H15COOH      | CH3(CH2)6COOH                        | Кокосовое масло (5 %), сивушное масло | 17        | 4,89 |
| Пеларгоновая кислота           | Нонановая кислота                | C8H17COOH      | CH3(CH2)7COOH                        | Пеларгония (лат. Pelargonium) — род растений из семейства гераниевых | 12,5      | 4.96 |
| Каприновая кислота             | Декановая кислота                | C9H19COOH      | CH3(CH2)8COOH                        | Кокосовое масло (5 %) | 31        |      |
| Ундециловая кислота            | Ундекановая кислота              | C10H21COOH     | CH3(CH2)9COOH                        | Кокосовое масло (в малом количестве) | 28,6      |      |
| Лауриновая кислота             | Додекановая кислота              | С11Н23СООН     | CH3(CH2)10COOH                       | Кокосовое масло (50 %), пальмовое масло (0,2 %), масло укууба (Virola sebifera) (15—17 %), масло пальмы мурумуру (Astrocaryum murumuru) (47 %), | 43,2      |      |
| Тридециловая кислота           | Тридекановая кислота             | С12Н25СООН     | CH3(CH2)11COOH                       | Цианобактерии (0,24-0,64 %), масло листьев руты (0,07 %), масло карамболы (0,3 %) | 41        |      |
| Миристиновая кислота           | Тетрадекановая кислота           | С13Н27СООН     | CH3(CH2)12COOH                       | Плоды мускатного ореха (Myristica), кокосовое масло (20 %), пальмовое масло (1,1 %), масло укууба (Virola sebifera) (72—73 %), масло пальмы мурумуру (Astrocaryum murumuru) (36,9 %), масло пальмы тукума (Astrocaryum tucuma) (21—26 %)                                                                   | 53,9      |      |
| Пентадециловая кислота         | Пентадекановая кислота           | С14Н29СООН     | CH3(CH2)13COOH                       | Сливочное масло (1,2 %) бараний жир | 52        |      |
| Пальмитиновая кислота          | Гексадекановая кислота           | С15Н31СООН     | CH3(CH2)14COOH                       | Кокосовое масло (9 %), пальмовое масло (44 %), оливковое масло (7,5—20 %), масло понгамии перистой (3,7—7,9 %), масло укууба (Virola sebifera) (4,4—5 %), масло пальмы мурумуру (Astrocaryum murumuru) (6 %), масло пекуи (48 %), масло кофе (34 %), масло баобаба (25 %), хлопковое масло (23 %)          | 62,8      |      |
| Маргариновая кислота           | Гептадекановая кислота           | С16Н33СООН     | CH3(CH2)15COOH                       | Горчичное масло (до 2,1 %), в малых количествах в бараньем жире (1,2 %), сливочном масле (1,2 %), оливковом масле (0,2 %), подсолнечном масле (0,2 %), арахисовом масле (0,2 %) | 61,3      |      |
| Стеариновая кислота            | Октадекановая кислота            | С17Н35СООН     | CH3(CH2)16COOH                       | Кокосовое масло (3 %), пальмовое масло (4,6 %), оливковое масло (0,5—5 %), масло понгамии перистой (2,4-8,9 %), масло пальмы мурумуру (Astrocaryum murumuru) (2,6 %), масло кокум (Garcinia indica) (50—60 %), масло иллипа (Shorea Stenoptera) (42—48 %), масло манго (39 %), масло ши (30—45 %)          | 69,4      |      |
| Нонадециловая кислота          | Нонадекановая кислота            | С18Н37СООН     | CH3(CH2)17COOH                       | масло зелёных частей укропа (10 %), красная водоросль (Hypnea musciformis), бактерия (Streptomyces scabiei subsp. chosunensis М0137) | 68,2      |      |
| Арахиновая кислота             | Эйкозановая кислота              | С19Н39СООН     | CH3(CH2)18COOH                       | Арахисовое масло, масло из плодов рамбутана, масло Купуасу (11 %), масло понгамии перистой (2,2—4,7 %), масло авелланского ореха (6,3 %) | 76,2      |      |
| Генэйкоциловая кислота         | Генэйкозановая кислота           | С20Н41СООН     | CH3(CH2)19COOH                       | Масло семян дерева Азадирахта, масло семян дерева мукуна жгучая, грибы опята | 75,2      |      |
| Бегеновая кислота              | Докозановая кислота              | С21Н43СООН     | CH3(CH2)20COOH                       | Масло семян дерева моринга масличная (8 %), масло понгамии перистой (4,7—5,3 %), горчичное масло (2—3 %), масло авелланского ореха (1,9 %) | 80        |      |
| Трикоциловая кислота           | Трикозановая кислота             | С22Н45СООН     | CH3(CH2)21COOH                       | Липиды клеточных мембран высших растений, липофильные компоненты плодовых тел опят и масло семян сладкого перца, рододендрона, пшеницы | 78,7—79,1 |      |
| Лигноцериновая кислота         | Тетракозановая кислота           | С23Н47СООН     | CH3(CH2)22COOH                       | Смола букового дерева, горчичное масло (1—2 %), масло понгамии перистой (1,1—3,5 %) |           |      |
| Пентакоциловая кислота         | Пентакозановая кислота           | С24Н49СООН     | CH3(CH2)23COOH                       | Клеточные стенки микроэукариотов | 77—83,5   |      |
| Церотиновая кислота            | Гексакозановая кислота           | С25Н51СООН     | CH3(CH2)24COOH                       | Пчелиный воск (14—15 %), карнаубский воск листьев пальмы Copernicia cerifera, сахарно-тростниковый воск (Saccharum officinarum) | 87,4      |      |
| Гептакоциловая кислота         | Гептакозановая кислота           | С26Н53СООН     | CH3(CH2)25COOH                       | Микроорганизмы группы Mycobacterium | 87,5      |      |
| Монтановая кислота             | Октакозановая кислота            | С27Н55СООН     | CH3(CH2)26COOH                       | Гумито-липоидолитовые и сильно гелифицированные гумитовые угли и торф (монтанский воск), китайский воск из выделений восковой ложнощитовки (Ceroplastes ceriferus) и ложнощитовки пела (Ericerus pela), Сахарно-тростниковый воск (Saccharum officinarum), зверобой продырявленный (Hypericum perforatum). | 90,9      |      |
| Нонакоциловая кислота          | Нонакозановая кислота            | С28Н57СООН     | CH3(CH2)27COOH                       | Сахарно-тростниковый воск (Saccharum officinarum), зверобой продырявленный (Hypericum perforatum) |           |      |
| Мелиссовая кислота             | Триаконтановая кислота           | С29Н59СООН     | CH3(CH2)28COOH                       | Млечный сок одуванчика, пчелиный воск (10-15 %), бобовое растение Desmodium laxiflorum, Сахарно-тростниковый воск (Saccharum officinarum), зверобой продырявленный (Hypericum perforatum) | 92—94     |      |
| Гентриаконтиловая кислота      | Гентриаконтановая кислота        | С30Н61СООН     | CH3(CH2)29COOH                       | Сахарно-тростниковый воск (Saccharum officinarum), зверобой продырявленный (Hypericum perforatum) |           |      |
| Лацериновая кислота            | Дотриаконтановая кислота         | С31Н63СООН     | CH3(CH2)30COOH                       | Сахарно-тростниковый воск (Saccharum officinarum), зверобой продырявленный (Hypericum perforatum) |           |      |
| Псилластеариновая кислота      | Тритриаконтановая кислота        | С32Н65СООН     | CH3(CH2)31COOH                       | Сахарно-тростниковый воск (Saccharum officinarum) |           |      |
| Геддовая (геддинновая) кислота | Тетратриаконтановая кислота      | С33Н67СООН     | CH3(CH2)32COOH                       | Сахарно-тростниковый воск (Saccharum officinarum), гуммиарабик, зверобой продырявленный (Hypericum perforatum) |           |      |
| Церопластовая кислота          | Пентатриаконтановая кислота      | С34Н69СООН     | CH3(CH2)33COOH                       | Сахарно-тростниковый воск (Saccharum officinarum) |           |      |
| Гексатриаконтиловая кислота    | Гексатриаконтановая кислота      | С35Н71СООН     | CH3(CH2)34COOH                       | Сахарно-тростниковый воск (Saccharum officinarum) |           |      |

### Ненасыщенные жирные кислоты

#### Общие сведения о ненасыщенных жирных кислотах
Кислоты, имеющие одну двойную связь, называются мононенасыщенные, две и более двойные связи — полиненасыщенные. Двойные связи могут располагаться по-разному: кислота может иметь конъюгированную (сопряжённую) двойную связь вида —C—C=C—C=C—C—; типичным представителем таких жирных кислот является сорбиновая (транс,транс-2,4-гексадиеновая) кислота
СН3—СН=СН—СН=СН—СООН,
впервые найденная в 1859 году А. В. Гофманом в ягодах рябины обыкновенной (Sorbus aucuparia).
Кислоты могут иметь также несопряжённые двойные связи вида —C—C=C—C—C=C—C—; типичными представителями таких жирных кислот являются линолевая и линоленовая кислоты.
Жирные кислоты могут иметь двойные связи алленового типа —C=C=C— или кумуленового типа —HC=C=C=CH—. Для первого случая примером может служить лабалленовая кислота (5,6-октадекадиеновая кислота)
СН3—(СН2)10—СН=С=СН—(СН2)3—СООН,
которая была идентифицирована в липидах семян растения Leonotis napetaefolia из семейства яснотковые; для второго — 2,4,6,7,8-декапентаеновая кислота
СН3—СН=С=С=СН—СН=СН—СН=СН—СООН
и 4-гидрокси-2,4,5,6,8-декапентаеновая кислота
СН3—СН=СН—СН=С=С=С(ОН)—СН=СН—СООН,
которые были выделены из некоторых растений семейства астровые.
Ненасыщенные жирные кислоты могут содержать также одну или несколько тройных связей. Такие кислоты называют ацетиленовыми, или алкиновыми. К моноалкиновым жирным кислотам относится, например, таурировая (6-октадециновая) кислота
СН3—(СН2)10—С≡С—(СН2)4—СООН,
которая была впервые выделена из семян Picramnia tariri семейства симарубовые, и 6,9-октадецеиновая кислота
СН3—(СН2)7—С≡С—СН2—СН=СН—(СН2)4—СООН,
которая была выделена из орехового масла Ongokea klaineana семейства олаксовые. Это полиненасыщенная кислота имеет одну двойную связь в 6-м положении и тройную связь в 9-м положении углеродного скелета.

#### Некоторые мононенасыщенные жирные кислоты
Общая формула: СН3—(СН2)m—CH=CH—(CH2)n—COOH (m = ω − 2; n = Δ − 2)
| Тривиальное название     | Систематическое название (IUPAC)     | Брутто-формула | IUPAC формула (с метил.конца) | IUPAC формула (с карб.конца) | Рациональная полуразвёрнутая формула | Тпл, °C   |
| ------------------------ | ------------------------------------ | -------------- | ----------------------------- | ---------------------------- | ------------------------------------ | --------- |
| Акриловая кислота        | 2-пропеновая кислота                 | С2Н3COOH       | 3:1ω1                         | 3:1Δ2                        | СН2=СН—СООН                          | 13        |
| Метакриловая кислота     | 2-метил-2-пропеновая кислота         | С3Н5СOOH       | 4:1ω1                         | 4:1Δ2                        | СН2=С(СН3)—СООН                      | 14—15     |
| Кротоновая кислота       | 2-бутеновая кислота                  | С3Н5СOOH       | 4:1ω2                         | 4:1Δ2                        | СН3—СН=СН—СООН                       | 71,4—71,7 |
| Винилуксусная кислота    | 3-бутеновая кислота                  | С3Н5СOOH       | 4:1ω1                         | 4:1Δ3                        | СН2=СН—СН2—СООН                      |           |
| Лауроолеиновая кислота   | цис-9-додеценовая кислота            | С11Н21СOOH     | 12:1ω3                        | 12:1Δ9                       | СН3—СН2—СН=СН—(СН2)7—СООН            |           |
| Миристолеиновая кислота  | цис-9-тетрадеценовая кислота         | С13Н25СOOH     | 14:1ω5                        | 14:1Δ9                       | СН3—(СН2)3—СН=СН—(СН2)7—СООН         |           |
|                          | транс-3-гексадеценовая кислота       | С15Н29СOOH     | 16:1ω13                       | 16:1Δ3                       | СН3—(СН2)11—СН=СН—(СН2)—СООН         |           |
| Пальмитолеиновая кислота | цис-9-гексадеценовая кислота         | С15Н29СOOH     | 16:1ω7                        | 16:1Δ9                       | СН3—(СН2)5—СН=СН—(СН2)7—СООН         |           |
| Рицинолевая кислота      | гидрокси-9-цис-октодеценовая кислота | С17Н33СOOH     |                               |                              |                                      |           |
| Петроселиновая кислота   | цис-6-октадеценовая кислота          | С17Н33СOOH     | 18:1ω12                       | 18:1Δ6                       | СН3—(СН2)10—СН=СН—(СН2)4—СООН        |           |
| Олеиновая кислота        | цис-9-октадеценовая кислота          | С17Н33СOOH     | 18:1ω9                        | 18:1Δ9                       | СН3—(СН2)7—СН=СН—(СН2)7—СООН         | 13—14     |
| Элаидиновая кислота      | транс-9-октадеценовая кислота        | С17Н33СOOH     | 18:1ω9                        | 18:1Δ9                       | СН3—(СН2)7—СН=СН—(СН2)7—СООН         | 44        |
| Цис-вакценовая кислота   | цис-11-октадеценовая кислота         | С17Н33СOOH     | 18:1ω7                        | 18:1Δ11                      | СН3—(СН2)5—СН=СН—(СН2)9—СООН         |           |
| Транс-вакценовая кислота | транс-11-октадеценовая кислота       | С17Н33СOOH     | 18:1ω7                        | 18:1Δ11                      | СН3—(СН2)5—СН=СН—(СН2)9—СООН         |           |
| Гадолеиновая кислота     | цис-9-эйкозеновая кислота            | С19Н37СOOH     | 20:1ω11                       | 19:1Δ9                       | СН3—(СН2)9—СН=СН—(СН2)7—СООН         |           |
| Гондоиновая кислота      | цис-11-эйкозеновая кислота           | С19Н37СOOH     | 20:1ω9                        | 20:1Δ11                      | СН3—(СН2)7—СН=СН—(СН2)9—СООН         |           |
| Эруковая кислота         | цис-13-докозеновая кислота           | С21Н41СOOH     | 22:1ω9                        | 22:1Δ13                      | СН3—(СН2)7—СН=СН—(СН2)11—СООН        | 33,8      |
| Нервоновая кислота       | цис-15-тетракозеновая кислота        | С23Н45СOOH     | 24:1ω9                        | 24:1Δ15                      | СН3—(СН2)7—СН=СН—(СН2)13—СООН        |           |

#### Некоторые полиненасыщенные жирные кислоты
Общая формула: СН3—(СН2)m—(CH=CH—(CH2)х(СН2)n—COOH
| Тривиальное название         | Систематическое название (IUPAC)              | Брутто-формула | IUPAC формула (с метил. конца) | IUPAC формула (с карб.конца) | Рациональная полуразвёрнутая формула | Тпл, °C |
| ---------------------------- | --------------------------------------------- | -------------- | ------------------------------ | ---------------------------- | ------------------------------------ | ------- |
| Сорбиновая кислота           | транс,транс-2,4-гексадиеновая кислота         | С5Н7COOH       | 6:2ω2                          | 6:2Δ2,4                      | СН3—СН=СН—СН=СН—СООН                 | 134     |
| Линолевая кислота            | цис,цис-9,12-октадекадиеновая кислота         | С17Н31COOH     | 18:2ω6                         | 18:2Δ9,12                    | СН3(СН2)3—(СН2—СН=СН)2—(СН2)7—СООН   | −5      |
| γ-Линоленовая кислота        | цис,цис,цис-6,9,12-октадекатриеновая кислота  | С17Н29COOH     | 18:3ω6                         | 18:3Δ6,9,12                  | СН3—(СН2)—(СН2—СН=СН)3—(СН2)6—СООН   |         |
| α-Линоленовая кислота        | цис,цис,цис-9,12,15-октадекатриеновая кислота | С17Н29COOH     | 18:3ω3                         | 18:3Δ9,12,15                 | СН3—(СН2—СН=СН)3—(СН2)7—СООН         |         |
| Арахидоновая кислота         | цис-5,8,11,14-эйкозотетраеновая кислота       | С19Н31COOH     | 20:4ω6                         | 20:4Δ5,8,11,14               | СН3—(СН2)4—(СН=СН—СН2)4—(СН2)2—СООН  | −49,5   |
| Дигомо-γ-линоленовая кислота | 8,11,14-эйкозатриеновая кислота               | С19Н33COOH     | 20:3ω6                         | 20:3Δ8,11,14                 | СН3—(СН2)4—(СН=СН—СН2)3—(СН2)5—СООН  |         |
| Клупанодоновая кислота       | 4,7,10,13,16-докозапентаеновая кислота        | С19Н29COOH     | 20:5ω4                         | 20:5Δ4,7,10,13,16            | СН3—(СН2)2—(СН=СН—СН2)5—(СН2)—СООН   |         |
| Тимнодоновая кислота         | 5,8,11,14,17-эйкозапентаеновая кислота        | С19Н29COOH     | 20:5ω3                         | 20:5Δ5,8,11,14,17            | СН3—(СН2)—(СН=СН—СН2)5—(СН2)2—СООН   |         |
| Цервоновая кислота           | 4,7,10,13,16,19-докозагексаеновая кислота     | С21Н31COOH     | 22:6ω3                         | 22:3Δ4,7,10,13,16,19         | СН3—(СН2)—(СН=СН—СН2)6—(СН2)—СООН    |         |
| Мидовая кислота              | 5,8,11-эйкозатриеновая кислота                | С19Н33COOH     | 20:3ω9                         | 20:3Δ5,8,11                  | СН3—(СН2)7—(СН=СН—СН2)3—(СН2)2—СООН  |         |

## Методы идентификации жирных кислот
К основному методу идентификации и количественного определения жирных кислот относят метод газовой хроматографии. При данном методы нелетучие жирные кислоты подвергают дериватизации для получения летучих производных- метиловых эфиров жирных кислот. Данный метод является арбитражным и используется при возникновении разногласий при анализе жирных кислот методом ИК -спектрометрии
ИК-спектрометрия подходит для анализа продуктов с высоким содержанием жирных кислот и  трансизомеров, а газовая хроматография — для образцов с более низким их уровнем (менее 3-5%)
Методы анализа жирных кислот являются регламентированными официальными органами сертификации  и обязательными для некоторых видов продукции:
- ГОСТ 31754-2012 Масла растительные, жиры животные и продукты их переработки. Методы определения массовой доли трансизомеров жирных кислот[32]

- ГОСТ 31665-2012 Масла растительные и жиры животные. Получение метиловых эфиров жирных кислот.[33]

- ГОСТ 30623-2018 Масла растительные и продукты со смешанным составом жировой фазы. Метод обнаружения фальсификации. [34]

- ГОСТ 32915-2014 Молоко и молочная продукция. Определение жирнокислотного состава жировой фазы методом газовой хроматографии.[35]

- ГОСТ 31663-2012 Масла растительные и жиры животные. Определение методом газовой хроматографии массовой доли метиловых эфиров жирных кислот. [36]